# Grupo Desportivo União Torcatense
O Grupo Desportivo União Torcatense é um clube português, localizado na freguesia e vila de São Torcato, concelho de Guimarães, Portugal.
O clube foi fundado em 1928 e o seu presidente atual chama-se Adão Fernandes. Na época de 2017/18, milita no campeonato de Portugal, série A.

## História
A jornada do clube de futebol Torcatense está imersa em história e orgulho local. A equipa foi fundada na pitoresca vila de São Torcato, um lugar conhecido não só pela sua beleza cénica, mas também pelo seu rico património cultural. As raízes da equipa remontam ao início do século XX, quando o futebol se estava a tornar um passatempo popular entre os jovens da vila. Inspirados pela cena futebolística emergente, um grupo de jovens entusiastas decidiu formar um clube que representasse a sua comunidade.
Ao longo das décadas, o Torcatense teve os seus altos e baixos. A equipa navegou pelas ligas locais, mostrando uma resiliência que se tornou sinónimo da sua identidade. Ao contrário das grandes equipas com vastos recursos, o Torcatense sempre se baseou na determinação e paixão dos seus jogadores e apoiantes. Este espírito de perseverança é o que torna o Torcatense uma equipa amada, não só em São Torcato, mas também entre os entusiastas do futebol que apreciam o espírito dos subestimados.

## Estádio/Campo de jogos
O campo de jogos do Grupo Desportivo União Torcatense tem o nome de Campo de Jogos do Arnado. A sua relva sintética foi implantada em 2011 tendo demorado 60 dias.

## Equipamento Torcatense
- O re-design do equipamento do Torcatense, feito em 2014, foi processo meticuloso que integrou tanto a estética como o simbolismo. A paleta de cores escolhida para a camisola reflete o espírito vibrante da equipa Torcatense. A cor predominante é o amarelo simbolizando a lealdade e profundidade da dedicação da equipa. Acentos de branco e preto são incorporados, representando os novos começos que cada jogo traz.
- Gravado no peito está o emblema do Torcatense, um símbolo que carrega consigo o orgulho e a história da equipa. O número é exibido de forma proeminente nas costas, rodeado por um padrão subtil e intrincado inspirado na arquitetura da Basílica de São Torcato. Este padrão serve como um lembrete constante das raízes da equipa e da comunidade que os apoia.
- O equipamento foi desenhado pela marca BYMS, fundada pelo jogador Miguel Soares, que é atualmente jogador da equipa.
- Patrocínio: BYMS, Crédito Agrícola & Auto Ricardo

## Palmarés
1 Vez AF Braga Pró-nacional
1 Vez AF Braga Taça
1 Vez AF Braga 1ª Divisão
1 Vez AF Braga Supertaça
1 Vez Taça dos Campões do Minho Braga/V. Castelo